# 反角柱

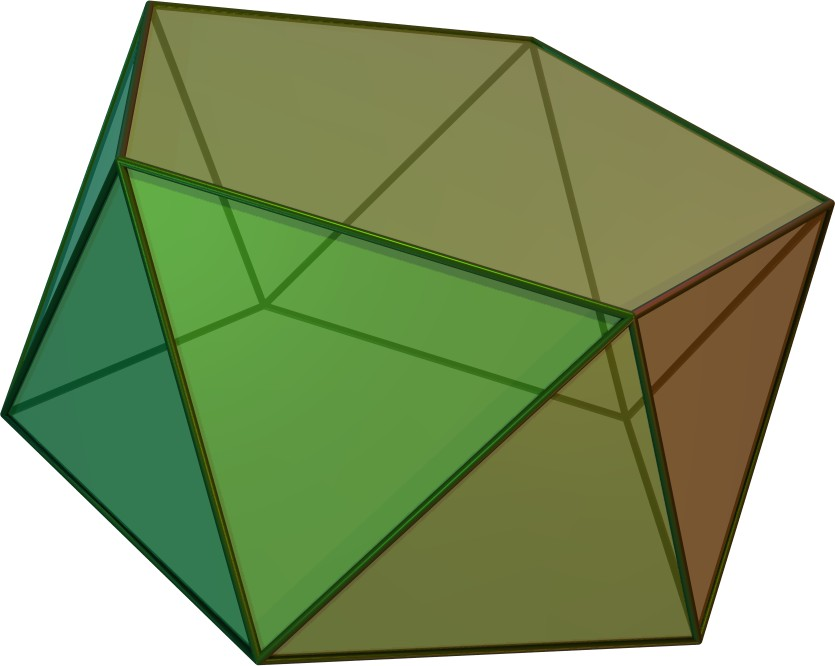
正反五角柱

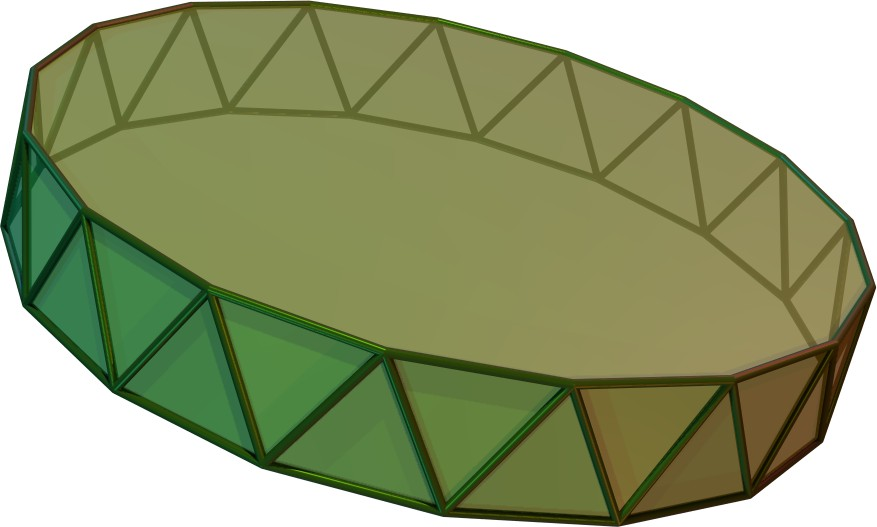
正反十七角柱

反角柱（はんかくちゅう、antiprism）または、ねじれ角柱（ねじれかくちゅう）、逆プリズム（ぎゃくプリズム）とは、名の通り角柱をねじって側面の四角形を三角形にした多面体である。角柱と同じで屋根と底にあたる多角形を底面、周りの三角形を側面という。反角柱は 2 個の底面と底面の辺の数の 2 倍の側面を持つ。
反角柱のなかで、底面が正多角形のものを正反角柱（せいはんかくちゅう、regular antiprism）又は正多角反柱、底面も側面も正多角形のものをアルキメデスの反角柱 (Archimedean antiprism) という。特にアルキメデスの反角柱だけに限って反角柱という場合もある。
アルキメデスの反角柱は、半正多面体の条件を満たすが、正多角形が厚みを持ったものなので無限個あり、通常は半正多面体には含まない。アルキメデスの反角柱のうち、底面が正三角形のものは正三角形の面が合計 8 個であるから、正八面体となる。
また正反五角柱の 2 つの底面に、側面が正三角形である正五角錐を付けると、正二十面体になる。
- 反 n 角柱の場合、面 2n + 2 個、辺 4n 本、頂点 2n 個からなる。
- ねじれ双角錐とは双対の関係にあり、反 n 角柱の双対がねじれ双 n 角錐となる。

底面が星型多角形のような一つの内角が小さい多角形の場合、頂点の形を蝶ネクタイのように交差させて立体を作ることが出来る。これを交差反角柱（こうさはんかくちゅう、crossed antiprism）という。これも反角柱と面、辺、頂点の数は同じである。底面が星型正多角形のものを星型正多角交差反柱という（普通の正多角形からは作れない）。

## 体積と表面積
１辺の長さがaの正反n角柱の体積は
{\displaystyle V={\frac {n{\sqrt {4\cos ^{2}{\frac {\pi }{2n}}-1}}\sin {\frac {3\pi }{2n}}}{12\sin ^{2}{\frac {\pi }{n}}}}\;a^{3}}
表面積は
{\displaystyle A={\frac {n}{2}}(\cot {\frac {\pi }{n}}+{\sqrt {3}})a^{2}.}
となる。